# سیکمر (اکلاهما)
سیکمر(به انگلیسی: Sycamore) شهری در ایالت اکلاهما کشور ایالات متحده آمریکا است که جمعیت آن در سرشماری سال ۲۰۱۰ میلادی، ۱۷۷ نفر بوده‌است.